# Max, a makacska
A Max, a makacska (eredeti cím: Max & Co.) 2007-ben bemutatott francia–svájci–belga–angol stop-motion animációs film, amelyet Samuel és Frédéric Guillaume rendezett. Az animációs játékfilm producere Robert Boner. A forgatókönyvet Christine Dory és Emmanuel Salinger írta, a zenéjét Bruno Coulais szerezte. A mozifilm a Saga-Productions, a Umedia és a uFilm gyártásában készült, a Gkids forgalmazásában jelent meg. Műfaja filmdráma és kalandfilm. 
Franciaországban 2007. június 11-én mutatták be a mozikban, Magyarországon 2008. május 13-án adták ki DVD-n.

## Cselekmény
A 15 éves Max, a róka az apját keresve érkezik a Saint-Hilaire nevű kisvárosba. Max menedékre lel Doudou asszonynál, akinek segítségével munkát talál a helyi légyfogó gyárban, a Bzzz and Co-ban, amely a város fő munkaadója.
A gyárban azonban nem megy túl jól az üzlet. A jelenlegi tulajdonos, Rodolfo a keresztapjától örökölte a céget, és mindenáron növelni akarja a légycsapók eladásait. E cél elérése érdekében egy   Martin nevű tudós baljós tervet dolgoz ki.
Először a rendes alkalmazottakat dobják ki az utcára, köztük Fränzi apját, aki beleszeretett Maxba. Maxszel együtt rájön, hogy a gyár új reklámkampánya csak egy fedősztori, amely sötét ármánykodásokat takar. A cég legyeket akar tenyészteni, hogy a kialakuló légypestisben több légycsapót tudjon eladni. Fränzivel, az énekesnő Kathyvel és a zenész Johnnyval együtt Max megpróbálja figyelmeztetni a kisváros lakosságát.

## Szereplők
| Szereplő               | Eredeti hang         | Magyar hang      |
| ---------------------- | -------------------- | ---------------- |
| Max                    | Lorànt Deutsch       | Gacsal Ádám      |
| Félice                 | Amélie Lerma         | Talmács Márta    |
| Rodolfo                | Patrick Bouchitey    | Debreczeny Csaba |
| Cathy                  | Virginie Efira       | Ruttkay Laura    |
| Madame Doudou          | Micheline Dax        | Némedi Mari      |
| Martin                 | Denis Podalydès      | Fehér Péter      |
| Sam, Max apja          | Micheline Dax        | Keresztes Sándor |
| Bernard, Félice apja   | François Levantal    | Végh Ferenc      |
| Leonard                | Richard Berry        | Végh Péter       |
| Marcel                 | Bernard Ballet       | Papucsek Vilmos  |
| Lorena                 | Sophie Riffont       | Oláh Orsolya     |
| Pincér                 | Emmanuel Salinger    | Gardi Tamás      |
| Kéknadrástartós macska | N/A                  | Gardi Tamás      |
| Madame Lydie           | Tonie Marshall       | Pupos Tímea      |
| Germaine, Félice anyja | Jocelyne Desverchère | Pupos Tímea      |
| Tiszteletes            | Dominique Parent     | Pethes Csaba     |
| Bobole                 | Mathias Mlekuz       | Törköly Levente  |
| Kockás inges kutya     | N/A                  | Törköly Levente  |

## Fordítás
- Ez a szócikk részben vagy egészben  a   Max & Co. című német Wikipédia-szócikk fordításán alapul.  Az eredeti cikk szerkesztőit annak laptörténete sorolja fel. Ez a jelzés csupán a megfogalmazás eredetét és a szerzői jogokat jelzi, nem szolgál a cikkben szereplő információk forrásmegjelöléseként.